# Complete TV Studio Recordings
Albums de Art Pepper
Modern Art
(1957) Art Pepper Meets The Rhythm Section
(1957)
Complete TV Studio Recordings est un album d'Art Pepper. Une partie est également disponible sous le titre The Gerry Mulligan Quartet/The Art Pepper Quartet - Jazz Casual et sur le DVD Ralph Gleason's Jazz Casual - Art Pepper Quartet / Bola Sete & Vince Guaraldi.

## Les CD
Complete TV Studio Recordings réunit pour la première fois l'intégralité des enregistrements d'Art Pepper à la télévision. Les émissions s'étalent de 1957 à 1964.
Les deux premières sessions ont été enregistrées à Los Angeles, pour le célèbre The Steve Allen Show et pour Stars Of Jazz Show présenté par Bobby Troup sur KABC.
La troisième session est issue du légendaire Ralph J. Gleason's Jazz Casual produit pour le National Educational Television Network. Cette session, dans une forme plus complète est également disponible sur le CD The Gerry Mulligan Quartet/The Art Pepper Quartet - Jazz Casual et sur le DVD Ralph Gleason's Jazz Casual - Art Pepper Quartet / Bola Sete & Vince Guaraldi.
Enfin, le disque contient 3 titres alternates issue d'une session disponible sur d'autres albums (voir The Art Of Pepper - The Complete Omega Sessions Master Takes).
L'écart de temps entre les sessions de 1957 et celles de 1964 est dû aux années d'incarcération d'Art Pepper. Il permet de se rendre compte de l'évolution du style d'Art Pepper et de l'influence de John Coltrane sur son jeu.

### Titres
- 2005 Lone Hill Jazz - LHJ10204

Les treize pistes de l'album de 2005 sont :
- - 01. Cherokee 2:13
  - 02. Over The Rainbow 3:11
  - 03. What Is This Thing Called Love 3:02
  - 04. All The Things You Are 2:33
  - 05. Stormy Weather 2:51
  - 06. Everything Happens To Me 2:45
  - 07. St. Louis Blues 3:37
  - 08. The Trip 8:31
  - 09. D Section 12:50
  - 10. Junior Cat 2:53
  - 11. Begin The Beguine 6:18
  - 12. Webb City 4:37
  - 13. Fascinating Rhythm 4:00

- 2001 Koch Jazz - KOC CD-8559

- - 07. The Trip 8:29
  - 08. Interview 4:51
  - 09. D Section 12:49
  - 10. Untitled 2:52
  - Cet album contient également 6 titres du Gerry Mulligan Quartet

### Personnel
- 1-3, 11-13: Art Pepper (as), Carl Perkins (p), Ben Tucker (b), Chuck Flores (d).
- 4, 6, 7 : Art Pepper (as, cl on 7), Larry Bunker (p), Don Payne (b), Chuck Flores (d).
- 5 : id. ci-dessus excepté Victor Feldman (p) remplace Bunker et Pam Russell (vcl) ajouté.
- 8-10 (LHJ10204) ou 7-10 (KOC CD-8559) : Art Pepper (as), Frank Strazzeri (p), Hersh Hamel (b), Bill Goodwin (d).

### Dates et lieux
- 1-3 : The Steve Allen Show, Los Angeles,  Californie, 18 janvier 1957.
- 4-7 : Stars Of Jazz Show, Los Angeles,  Californie, 31 mars 1957.
- 8-10 (LHJ10204) ou 7-10 (KOC CD-8559) : Jazz Casual Show, San Francisco,  Californie, 9 mai 1964.
- 11-13 : Hollywood,  Californie, 1er avril 1957

### CD références
- 2001 Koch Jazz - KOC CD-8559
- 2005 Lone Hill Jazz - LHJ10204

## Le DVD
Il contient l'émission Jazz Casual du 9 mai 1964. C'est l'une des très rares occasions de voir Art Pepper en vidéo.

### Titres
- 01. The Trip
- 02. D Section
- 03. Untitled
- Ce DVD contient également 5 titres de Bola Sete & Vince Guaraldi.

### Personnel
- Art Pepper (as), Frank Strazzeri (p), Hersh Hamel (b), Bill Goodwin (d).

### Dates et lieux
- Jazz Casual Show, San Francisco, Californie, 9 mai 1964.

### DVD références
- 2001 Idem Home Video - IDVD1006